# A Rage in Harlem
A Rage in Harlem es una película estadounidense de 1991 dirigida por Bill Duke y protagonizada por Forest Whitaker, Gregory Hines, Robin Givens y Danny Glover, basada levemente en la novela homónima de Chester Himes.

## Sinopsis
Una bella gánster de raza negra huye a Harlem con un baúl cargado de oro después de un tiroteo, sin darse cuenta de que el resto de la pandilla y otros personajes desagradables van tras ella.

## Reparto
- Forest Whitaker: Jackson.
- Gregory Hines: Goldy.
- Robin Givens: Imabelle.
- Zakes Mokae: Big Kathy.
- Danny Glover: Easy Money.
- Badja Djola: Slim.
- John Toles-Bey: Jodie.
- Tyler Collins: Teena.
- Ron Taylor: Hank.
- Samm-Art Williams: Gus Parsons.
- Stack Pierce: Coffin Ed.
- Willard E. Pugh: Claude X.
- Helen Martin: Canfield.
- Wendell Pierce: Louis.
- T. K. Carter: Smitty.
- Jalacy Hawkins: Screamin' Jay Hawkins.
- George Wallace: Gravedigger Jones.